# ドラえもん のび太の恐竜2006 DS
『ドラえもん のび太の恐竜2006 DS』（ドラえもん のびたのきょうりゅう2006ディーエス）は2006年3月2日に初のニンテンドーDS用ソフトとして、5年ぶりにセガから発売されたカードバトルRPG。テレビアニメ第2作第2期のドラえもんゲームシリーズとしては初の作品。
『映画ドラえもん のび太の恐竜2006』のゲーム作品であるが、ドラえもんたちがピー助を助けに白亜紀に到着して以降は、ドラえもんとのび太以外のメンバーは行方不明となった上で本作オリジナルのストーリーが展開され、オリジナルキャラクター、原作漫画や映画には出てこない恐竜・古生物も多数登場する。
恐竜がカード化され、属性がつけられている。大まかには「赤属性＝大型獣脚類」、「青属性＝翼竜、飛行恐竜、三畳紀恐竜」「紫属性＝小型中型獣脚類」「緑属性＝竜脚類、鎧竜類」「黄属性＝海棲爬虫類」という傾向があるが絶対ではなく、例外も多々あり剣竜などは複数属性にまたがっており、実際の属性はカード個別といえる。

## 登場人物
※声優はドラえもん、のび太、しずか、ジャイアン、スネ夫以外は映画版とは異なる。
ドラえもん
声 - 水田わさび
カードバトルに参加できる。スペシャル技は、もしもボックス。そのスペシャル技を使ったターンはひみつ道具カードのコストを0にする。
のび太
声 - 大原めぐみ
カードバトルに参加できる。スペシャル技はどこでもドア。山札から好きな恐竜カードを一枚選びポケットに出す。
しずか
声 - かかずゆみ
ジュラ紀でラプトルライダーに捕獲される。
ジャイアン
声 - 木村昴
白亜紀前期でティラノライダーに捕獲される。
スネ夫
声 - 関智一
三畳紀でスカイライダーに捕獲される。
ピー助
声 - 福島おりね
ドルマンスタイン
声 - 飯塚昭三
レプリカ恐竜達の合成体・ドルマンザウルスを使役する。特製レプリガンで他のレプリカ恐竜を吸収するが、強すぎて制御が難しいため、さらにピー助が持つ忠誠心を加えようとしている。ゲーム内には、グレートザウルスというカード（背に翼をもつ獣脚類。こちらもキメラ、幻獣の類）があり、ザウルスは本作オリジナル恐竜であることを表している。
黒マントの男
声 - 峯暢也
レプリカ恐竜として、ギガノトサウルスを使役する。

## オリジナルキャラクター
ルル
声 - たちばなみかみ
タイムパトロール女性隊員。24世紀の未来の出身ゆえに、ドラえもんですら知らないひみつ道具・レプリガンを持つ。ホバーボードで空を飛ぶが、タケコプターのことは知らなかった。
特命を帯びて活動しているために、ドラえもん一行の事情を知ってもタイムパトロールに連絡することを拒否している。
実際は特命は嘘であり、生き別れの兄・レックスを探し出すために命令もなく動いている独断行動である。タイムパトロールに連絡しなかったのは、自分の位置を知られるのを避けるため。
最終的には、レックスと再会し、兄を改心させる。事件後、本隊から、独断を咎められるが、ドラえもん一行のフォローや恐竜ハンター逮捕の功績で罰則無しとなった。
ティラノライダー
1億2000万年前、白亜紀前期で戦う。カラーは赤、顔の左側に傷があるサングラスの青年。
レプリカ恐竜として、ティラノサウルスや、2頭のカルノタウルスを使役する。
その正体は、ルルの生き別れの兄「レックス」。幼い頃、のび太と同じように恐竜の卵の化石から、ティラノサウルスを復活させ、レグルスと名付けて可愛がっていたが、航時法により引き離されてしまう。取り戻そうと家出した後、恐竜ハンターの一員となるが、最終的には改心。恐竜の知識を買われ、妹と共にタイムパトロールで活動。
スカイライダー
2億2000万年前、三畳紀で戦う。カラーは青、語尾に「ショ」を付けて喋るトリ顔の男ハンター。
レプリカの翼竜に載って空を飛び、プテラノドンやランフォリンクスの群れを使役する。
ラプトルライダー
1億6000万年前、ジュラ紀で戦う。カラーは紫、冷酷な女性ハンター。
レプリカ恐竜として、小型中型獣脚類（羽毛恐竜を含む）の群れを使役する。本人はディロフォサウルスに騎乗する。
グランドライダー
9000万年前、白亜紀後期Aで戦う。カラーは緑、巨体の男ハンター。
レプリカ恐竜として、アラモサウルスなどを使役する。
漫画では戦闘描写を省かれて倒された。
エラスモライダー
7000万年前、白亜紀後期Bで戦う。カラーは黄色、サーファー風の小柄な少年でティラノライダーの弟分。しずかのことを気に入り、自分の嫁にしようとする。
レプリカ恐竜として、エラスモサウルスなどを使役する。
漫画では戦闘描写を省かれて倒された。

### ゲスト声優
- 水木竜司
- 山崎たくみ
- 吉田裕秋
- 吉沢キヨ
- 河相智哉
- にしやまけん
- 金谷ヒデユキ
- 加藤ヒトミ
- 森和也
- おくかずま

## ルール
〜カードについて〜
１．キャラクターカード･･･キャラクターカードはのび太やドラえもん達の力を持ったカード。キャラクターカードだけではパワーもHPも弱いが恐竜カードとチームを作って強くすることができる。さらにチームを作るとキャラスキルが使えるようになる。
２．パワーアップカード･･･キャラクターカードにパワーアップカードを使うとパワーやHPが増えたり強力なキャラスキルが使えるようになる。パワーアップカードは同じキャラクターカードにしか使うことができない。また、パワーアップカードにパワーアップカードを使うことはできない。
３．ひみつ道具カード･･･ひみつ道具カードはひみつ道具の効果を持ったカード。カードのパワーを上げたり、相手に直接ダメージを与えたりと色々な効果がある。
４．恐竜カード･･･恐竜カードは色々な恐竜達の力を持ったカード。キャラクターカードと比べてパワーやHPが高く、恐竜スキルを持つ特別なカードもある。恐竜の特徴として、キャラクターカードとチームを作ることができる。
５．
６．キャラスキルの条件1･･･パワーアップカードのキャラスキルは、スキル名の横にある属性の恐竜カードとチームを作らなければ使えない。赤青緑黄紫があれば、その属性の恐竜カードとチームを作る必要があるが、無色の時はどの属性の恐竜カードでも使える。
７．キャラスキルの条件2･･･例えば、『0.93秒』のスキルを使うためには横にある赤と緑の恐竜カードをチームに入れる。1枚は無色なので、どの属性の恐竜カードを入れても構わない。この3枚の恐竜カードでチームを作ると、『0.93秒』のスキルが使えるようになる。
８．チーム枚数･･･パワーアップカードを使うと、チームに入れられる恐竜カードの枚数が増える。また一度にたくさんの恐竜カードとチームを作ることができる。ただし、キャラクターカードが持つスキルは使えなくなる。
９．恐竜スキルその1･･･恐竜スキルはキャラスキルと違い、ポケットに出ているだけで自動的に使われる。恐竜スキルには、つけるダメージを減らしたり、攻撃してきたカードに反撃をしたりと、色々な効果がある。
１０．恐竜スキルその2･･･恐竜スキルの中には、決められた属性の恐竜カードと一緒のチームになると使えるようになる物もある。どの属性の恐竜カードと一緒のチームを作れば良いかは、恐竜カードの情報を確認すべし。
１１．恐竜カードの属性･･･恐竜カードには、赤青緑黄紫の5つの属性がある。赤の恐竜カードはパワーが大きかったり、緑の恐竜カードはHPが高かったりと、それぞれの属性には、特徴がある。
１２．待機中･･･カードをポケットに出すと待機中になる。待機中の間は攻撃をしたりチームを作ることはできない。相手のターンになると待機中から戻る。相手を攻撃するには次の自分のターンまで待つ必要がある。
１３．行動終わり･･･カードは攻撃したりスキルを使ったりすると、行動終わりになる。行動終わりになると防御ができなかったり、スキルが使えなくなる。次の自分のターンになると、行動終わりから戻る。
〜バトルの流れ〜
１６．バトルの進み方･･･このカードバトルはまず先攻と後攻を決める。バトルが開始したら、お互いの山札から6枚カードを引き、手札として持つ。その後は、順番にターンを進め、バトルをする。
１７．ターンの構成･･･ターンには準備ステップと攻撃ステップの2つのステップがある。準備ステップでは、手札のカードをポケットに出したり、ひみつ道具カードを使うことができ、攻撃ステップではカードで相手を攻撃することができる。このように、準備ステップでポケットにカードを揃えて、攻撃ステップで相手に攻撃する。
１８．
１９．準備ステップ･･･準備ステップでは以下の3つのことができる。
```
①キャラクターカードをポケットに出す
②恐竜カードをポケットに出す→カードをポケットに出して相手を攻撃する準備をする
③ひみつ道具カードを使う→ポケットに出ているカードのパワーを上げたり、HPを回復したり、相手にダメージを与えることができる。
```

２０．
２１．攻撃ステップ･･･攻撃ステップでは、ポケットに出ているカードで相手を攻撃することができる。攻撃したカードのパワーの数だけ相手にダメージを与えることができ、相手の体力を0にすれば勝ち。攻撃をしたカードは次の自分のターンが来るまで、行動終わりになる。
〜バトルのルール〜
２３．勝利条件･･･お互いのプレイヤーは決められた体力を持つ。カードを使うことで相手を攻撃し、相手の体力を0にするもしくは相手の山札を0にすると勝ち。
２４．
２５．手札･･･バトルで使えるカードは手札にあるカードのみ。手札にあるキャラクターカードや恐竜カードをポケットに出したり、ひみつ道具カードを使うこともできる。
２６．ポケット･･･ポケットとは、手札に持っているキャラクターカードや恐竜カードを出す場所のこと。ポケットに出したカードは相手を攻撃できる。また、ポケットには7枚までのカードが出せる。
２７．エナジー･･･エナジーはカードをポケットに出す時や、ひみつ道具カードを使う時に必要になり、自分のターンの初めに2つもらえる。カードには必要なエナジーの数が決まっており、それをコストと呼ぶ。コスト分のエナジーがないとカードは使えない。
２８．コスト･･･カードをポケットに出したりひみつ道具カードを使うのに、必要なエナジーの数をコストと呼ぶ。コストはカードによってそれぞれ違う。
２９．攻撃･･･ポケットに出ているカードで相手を攻撃する。攻撃するカードには【攻】のアイコンがつく。攻撃したカードは次の自分のターンまで行動終わりになる。
３０．防御･･･相手のカードが攻撃してきた時に、自分のポケットのカードで防御ができる。防御するカードには【防】のアイコンがつく。
３１．ダメージ･･･相手のカードに防御された時は、まずそのカードにダメージを与え、HPを0にすれば消滅させることができる。攻撃したカードのパワーが防御してきたカードのHPより大きければ、相手の体力にダメージを与える。
３２．チームの効果･･･チームを作るとそれぞれのカードのパワーとHPを、合わせた強さになる。カード1枚で攻撃するよりも大きなパワーで攻撃できるようになり、高いHPで防御できるようになる。
３３．キャラスキル･･･チームを作ると、キャラスキルが使える。キャラスキルには使った後行動終わりになるものもある。
```
例)のび太→恐竜カードのコスト-1
   ドラえもん→ひみつ道具カードのコスト-1
```

３４．
３５．カードの消滅･･･カードのHPが0になり、捨て札に置かれることを消滅と呼ぶ。この時プレイヤーは、消滅したカードの分だけ、エナジーをもらうことができる。カード1枚が消滅した時はエナジーを1つ、カード2枚のチームが消滅した時は、エナジーを2つもらえる。
〜操作方法〜
４１．カードの情報･･･カードの情報は手札やポケットのカードをタッチしている間、上画面で見ることができる。
４２．ポケットに出す･･･手札のキャラクターカードや恐竜カードを選び、『ポケットに出す』をタッチする。カードをポケットに出すにはカードに書かれた数だけのエナジーを使う。
４３．チームを作る･･･ポケットに出したキャラクターカードを選んで『チームを作る』をタッチする。チームを作るにはエナジーを1つ使う。待機中、行動終わり、行動不能のカードはチームを作れない。
４４．キャラスキルを使う･･･ポケットのチームを選び、『スキルを使う』をタッチする。そのスキルを使う時は『はい』を選ぶ。
４５．パワーアップカードを使う･･･パワーアップカードを選び、『つかう』をタッチする。次にポケットに出ているキャラクターカードを選び、『けってい』をタッチする。待機中、行動終わり、行動不能のカードはパワーアップできない。
４６．ひみつ道具カードを使う･･･ひみつ道具カードを選び、『つかう』をタッチする。ポケットに出ているカードに効果を与える時は、ポケットに出ているカードを選んだ後に『けってい』をタッチする。使ったひみつ道具カードは捨て札に置かれる。
４７．
４８．切り替え･･･『きりかえ』をタッチすると、相手のポケットを下画面で見ることができる。切り替えることで、相手のポケットに出ているカードの情報を見ることができる。元に戻すには、もう一度『きりかえ』をタッチする。
４９．行動･･･『こうどう』をタッチすることで以下の行動ができる。
```
・こうげき→攻撃ステップに移り、ポケットのカードで相手を攻撃する。
・ターンおわり→自分のターンを終わらせる。
```

５０．攻撃する･･･自分のポケットに出ているカードを選び、『こうげきする』をタッチする。待機中、行動終わり、行動不能のカードは攻撃できない。
５１．防御する･･･相手に攻撃された時、ポケットにカードがあればカードで防御するかどうか選べる。『はい』を選ぶとポケットにあるカードで防御する。『いいえ』を選ぶとプレイヤーが直接ダメージを受ける。行動終わり、行動不能のカードは防御できない。
〜その他〜
５３．カウンター･･･相手のカードから攻撃された時に、反撃することができる。反撃するダメージは、下画面のカード情報ウィンドウで見ることができる。

## 登場するカード一覧
キャラクターカード・パワーアップカード
- キャラクターカード･･･ドラえもんやのび太などのキャラクターの名前がカード名になっている。後述するパワーアップカードで強化できる。基本どの属性の恐竜カードとチームを組んでもスキルを発動できる。
- パワーアップカード･･･キャラクターカードを強化するカード。同じキャラクターのキャラクターカードにのみ強化することが可能である。スキルを発動させるには特定の属性のカードとチームを組まないといけないことが多い。

(スキル発動条件に書いてあるAllは、どの属性のカードでも組めることを示す)
| カードナンバー | カード名               | タイプ             | パワー | コスト | HP | チーム枚数 | スキル発動条件          | スキル名           | スキル効果 | 行動終わり |
| -------------- | ---------------------- | ------------------ | ------ | ------ | -- | ---------- | ----------------------- | ------------------ | --- | ---------- |
| 001            | のび太                 | キャラクターカード | 10     | 0      | 10 | 1          | All×1                   | のび太のおねだり   | スキル発動のターンの間、恐竜カードのコスト-1(0にはならない)                                                                                      | ⭕️         |
| 002            | のび太の海水浴         | パワーアップカード | 10     | 1      | 10 | 2          | All×2                   | いっしょに遊ぼう   | チームがポケットに出ている間、恐竜カードのコスト-1(0にはならない)                                                                                | ❌         |
| 003            | ガンファイターのび太   | パワーアップカード | 20     | 2      | 10 | 3          | 赤属性×1+All×2          | 百発百中！         | コスト1で、相手プレイヤーに10ダメージ | ❌         |
| 004            | 泣き虫のび太           | パワーアップカード | 10     | 1      | 20 | 2          | 黄属性×1+All×1          | 助けてドラえもん   | コスト2で、山札から好きなパワーアップカードを1枚手札に追加                                                                                       | ❌         |
| 005            | のび太のひるね         | パワーアップカード | 20     | 2      | 20 | 3          | 赤属性×1+緑属性×1+All×1 | 0.93秒             | コスト2で、このチームのHP50回復 | ❌         |
| 006            | のび太とピー助         | パワーアップカード | 10     | 1      | 10 | 2          | All×2                   | みんな友だち       | コスト2で、自分のポケットに出ているカード1枚か1チームを手札に戻す                                                                                | ❌         |
| 007            | ドラえもん             | キャラクターカード | 10     | 0      | 10 | 1          | All×1                   | ぼくにおまかせ     | スキル発動のターンの間、ひみつ道具カードのコスト-1(0にはならない)                                                                                | ⭕️         |
| 008            | いかりのドラえもん     | パワーアップカード | 10     | 1      | 10 | 2          | All×2                   | とっておきの道具   | チームがポケットに出ている間、ひみつ道具カードのコスト-1(0にはならない)                                                                          | ❌         |
| 009            | こまった時のドラえもん | パワーアップカード | 10     | 1      | 10 | 2          | All×2                   | しょうがないな〜   | 捨て札から好きなカードを1枚手札に戻す | ⭕️         |
| 010            | ドラえもん大あわて     | パワーアップカード | 20     | 1      | 10 | 2          | 黄属性×1+All×1          | どこだどこだ！？   | コスト1で、次の自分のターンまで相手プレイヤーはひみつ道具封じ                                                                                    | ❌         |
| 011            | ドラえもんのポケット   | パワーアップカード | 10     | 2      | 20 | 3          | 赤属性×1+All×2          | いいものだそう！   | コスト2で、山札から好きなカードを1枚手札に追加                                                                                                   | ⭕️         |
| 012            | ドラえもんとネズミ     | パワーアップカード | 20     | 2      | 20 | 3          | 黄属性×1+紫属性×1+All×1 | 地球破壊爆弾       | コスト2で、自分及び相手のポケットに出ている全てのカードとチームに20ダメージ                                                                      | ❌         |
| 013            | ジャイアン             | キャラクターカード | 10     | 0      | 20 | 1          | All×1                   | ただじゃおかねえ   | スキル発動のターンの間、自分のポケットに出ているカード1枚か1チームのパワー+10                                                                    | ⭕️         |
| 014            | ジャイアンの友情       | パワーアップカード | 10     | 1      | 20 | 2          | All×2                   | 心の友よ！         | チームがポケットに出ている間、このチームのパワー+20                                                                                              | ❌         |
| 015            | ガキ大将ジャイアン     | パワーアップカード | 10     | 1      | 20 | 2          | 紫属性×1+All×1          | のび太のクセに！   | コスト2で、相手のポケットに出ている、チームを作っていないカード1枚を捨て札に送る(相手プレイヤーはエナジーをもらえない)                           | ⭕️         |
| 016            | ジャイアンの男気       | パワーアップカード | 20     | 1      | 20 | 2          | 紫属性×1+All×1          | ちからをかすぜ！   | コスト2で、スキル発動のターンの間、自分のポケットに出ているカード1枚か1チームのブロック+50                                                       | ❌         |
| 017            | 恐怖のジャイアン       | パワーアップカード | 20     | 2      | 20 | 3          | 紫属性×1+青属性×1+All×1 | ギッタギタ！       | このチームが攻撃し、相手のポケットに出ているカードかチームにダメージを与えると、相手プレイヤーに20ダメージ(攻撃してもチームが消滅すると効果無し) | ❌         |
| 018            | ジャイアンリサイタル   | パワーアップカード | 20     | 2      | 20 | 3          | 紫属性×1+黄属性×1+All×1 | ボエ〜             | コスト1で、次の自分のターンまで自分及び相手のポケットに出ている全てのカードとチームのパワー-30                                                   | ❌         |
| 019            | スネ夫                 | キャラクターカード | 10     | 0      | 10 | 1          | All×1                   | うらやましいだろ   | エナジー+1 | ⭕️         |
| 020            | スネ夫のじまん         | パワーアップカード | 10     | 1      | 10 | 2          | All×2                   | パパのおみやげ     | 相手プレイヤーからエナジーを2奪う | ⭕️         |
| 021            | スネ夫のヒステリー     | パワーアップカード | 10     | 1      | 20 | 2          | 青属性×1+All×1          | ママ〜！           | 手札を1枚選んで捨て、エナジー+1 | ❌         |
| 022            | スネ夫のコレクション   | パワーアップカード | 20     | 1      | 20 | 2          | 青属性×2                | ぼくのたからもの   | コスト1で、山札からカードを2枚引いて手札に追加                                                                                                   | ❌         |
| 023            | ナルシストなスネ夫     | パワーアップカード | 20     | 2      | 10 | 3          | 緑属性×1+All×2          | ウットリする       | コスト2で、相手のポケットに出ているカード1枚か1チームを手札に戻す                                                                                | ❌         |
| 024            | いじわるなスネ夫       | パワーアップカード | 20     | 2      | 20 | 3          | 青属性×1+紫属性×1+All×1 | なかまはずれだぞ   | コスト2で、次の自分のターンまで相手のポケットに出ているカード1枚か1チームを行動不能にする                                                        | ❌         |
| 025            | しずか                 | キャラクターカード | 10     | 0      | 10 | 1          | All×1                   | もう大じょうぶ     | プレイヤーの体力を20回復 | ⭕️         |
| 026            | しずかとお友だち       | パワーアップカード | 10     | 1      | 10 | 2          | All×2                   | なかよくしましょ   | コスト2で、プレイヤーの体力を50回復 | ⭕️         |
| 027            | しずかの思いやり       | パワーアップカード | 10     | 1      | 20 | 2          | 緑属性×1+All×1          | みんなしっかり！   | コスト1で、自分のポケットに出ているカード1枚か1チームのHPを50回復                                                                                | ⭕️         |
| 028            | お風呂好きなしずか     | パワーアップカード | 20     | 1      | 10 | 2          | 緑属性×1+All×1          | もう･･････エッチ！ | コスト1で、自分のポケットに出ている待機中、行動終わり、行動不能のカード1枚か1チームを行動可能にする                                              | ⭕️         |
| 029            | やさしいしずか         | パワーアップカード | 20     | 2      | 20 | 3          | 緑属性×1+青属性×1+All×1 | ケンカはだめよ！   | コスト2で、次の自分のターンまで相手チームに攻撃されてもダメージ無効(ただし、スキルによるダメージを除く)                                          | ⭕️         |
| 030            | しずかのバイオリンひき | パワーアップカード | 20     | 2      | 20 | 3          | 緑属性×1+赤属性×1+All×1 | ガギ･･････ギゴゴ！ | コスト3で、次の自分のターンまで相手のポケットに出ているカード2枚か2チームを行動不能にする                                                        | ⭕️         |
| 031            | レッドハンター         | キャラクターカード | 10     | 0      | 10 | 1          | All×1                   | 気合だー！         | スキル発動のターンの間、自分のポケットに出ているカード1枚か1チームのパワー+10                                                                    | ⭕️         |
| 032            | ハンターの底力         | パワーアップカード | 20     | 1      | 10 | 2          | 赤属性×1+All×1          | さきだしパンチ     | このチームができた時、相手のポケットに出ているカード1枚か1チームに10ダメージ                                                                     | ❌         |
| 033            | えづけするハンター     | パワーアップカード | 10     | 2      | 20 | 3          | 赤属性×1+All×2          | たんとお食べ       | チームがポケットにいる間恐竜カードのコスト-1(0にはならない)                                                                                      | ❌         |
| 034            | ブルーハンター         | キャラクターカード | 10     | 0      | 10 | 1          | All×1                   | エナジーこわし     | このチームができた時、相手のエナジー-1 | ❌         |
| 035            | ハンターのかくし玉     | パワーアップカード | 10     | 1      | 20 | 2          | 青属性×1+All×1          | こっそりと引く     | 山札からカードを1枚手札に追加 | ⭕️         |
| 036            | 空飛ぶハンター         | パワーアップカード | 20     | 2      | 10 | 3          | 青属性×1+All×2          | 恐竜バクダン       | コスト1で、相手プレイヤーに10ダメージ | ❌         |
| 037            | パープルハンター       | キャラクターカード | 10     | 0      | 10 | 1          | All×1                   | おまけカード       | このチームができた時、山札からカードを1枚引いて手札に追加                                                                                        | ❌         |
| 038            | ハンターのいたずら     | パワーアップカード | 10     | 1      | 20 | 2          | 紫属性×1+All×1          | パワーどろぼう     | 次の自分のターンまで相手のポケットに出ているカード1枚か1チームのパワー-30                                                                        | ⭕️         |
| 039            | ハンターの悪だくみ     | パワーアップカード | 20     | 2      | 10 | 3          | 紫属性×1+All×2          | エナジーたたき     | 相手プレイヤーのエナジー-3 | ⭕️         |
| 040            | グリーンハンター       | キャラクターカード | 10     | 0      | 10 | 1          | All×1                   | ちょこっと休み     | このチームができた時、自分のポケットに出ているカード1枚か1チームのHPを10回復                                                                     | ❌         |
| 041            | ハンターの手当て       | パワーアップカード | 20     | 1      | 10 | 2          | 緑属性×1+All×1          | おうきゅうしょち   | コスト1で、自分のポケットに出ているカード1枚か1チームのHPを20回復                                                                                | ❌         |
| 042            | ガマン強いハンター     | パワーアップカード | 10     | 2      | 20 | 3          | 緑属性×1+All×2          | とにかくたえる     | 次の自分のターンまで、自分のポケットに出ているカード1枚か1チームにブロック+30                                                                    | ⭕️         |
| 043            | イエローハンター       | キャラクターカード | 10     | 0      | 10 | 1          | All×1                   | エナジーもらい     | このチームができた時、エナジー+2 | ❌         |
| 044            | ハンターのしかえし     | パワーアップカード | 10     | 2      | 20 | 1          | 黄属性×1+All×1          | しっぺ返し         | 次の自分のターンまで、自分のポケットに出ているカード1枚か1チームにカウンター+30                                                                  | ⭕️         |
| 045            | ぶんどりハンター       | パワーアップカード | 20     | 2      | 10 | 3          | 黄属性×1+All×2          | エナジーどろぼう   | 相手プレイヤーからエナジーを2奪う | ⭕️         |
| 046            | ティラノライダー       | キャラクターカード | 10     | 0      | 10 | 1          | All×1                   | パワーため！       | チームがポケットに出ている間、このチームのパワー+10(パワーアップカードを使った後も永続)                                                          | ❌         |
| 047            | ほえたけるティラノ     | パワーアップカード | 10     | 1      | 10 | 2          | All×2                   | あふれだすちから   | コスト1で、スキル発動のターンの間、自分のポケットに出ているカード1枚か1チームのパワー+20                                                         | ⭕️         |
| 048            | はんげきのティラノ     | パワーアップカード | 20     | 1      | 10 | 2          | 赤属性×1+All×1          | はんげきのかまえ   | チームがポケットに出ている間、このチームのカウンター+20                                                                                          | ❌         |
| 049            | いかりくるうティラノ   | パワーアップカード | 20     | 2      | 20 | 3          | 赤属性×1+緑属性×1+All×1 | 最後のしゅだん     | コスト2で、自分及び相手のポケットに出ている全てのカードとチームに20ダメージ                                                                      | ❌         |
| 050            | スカイライダー         | キャラクターカード | 10     | 0      | 20 | 1          | All×1                   | おとくでショ！     | スキル発動のターンの間、恐竜カードのコスト-1(0にはならない)                                                                                      | ⭕️         |
| 051            | スカイのへそくり       | パワーアップカード | 10     | 1      | 20 | 2          | All×2                   | いただきでショ！   | 山札からカードを2枚引いて手札に追加 | ⭕️         |
| 052            | ひきょうなスカイ       | パワーアップカード | 10     | 1      | 20 | 2          | 青属性×1+All×1          | さがるでショ！     | コスト2で、相手のポケットに出ているカード1枚か1チームのパワー-40                                                                                 | ❌         |
| 053            | スカイのねらいうち     | パワーアップカード | 20     | 2      | 20 | 3          | 青属性×1+紫属性×1+All×1 | おしおきでショ！   | コスト1で、相手プレイヤーに10ダメージ | ❌         |
| 054            | ラプトルライダー       | キャラクターカード | 20     | 0      | 10 | 1          | All×1                   | カウンターねらい   | チームがポケットに出ている間、このチームのカウンター+20(パワーアップカードを使った後も永続)                                                      | ❌         |
| 055            | ラプトルのふいうち     | パワーアップカード | 20     | 1      | 10 | 2          | All×2                   | ラプトルびんた     | 相手プレイヤーからエナジーを3奪う | ⭕️         |
| 056            | ラプトルのわな         | パワーアップカード | 20     | 1      | 10 | 2          | 紫属性×1+All×1          | ブービートラップ   | コスト1で、相手のポケットに出ている、チームを作ってないカード1枚を捨て札に送る(相手プレイヤーはエナジーをもらえない)                             | ⭕️         |
| 057            | ラプトルのゆうわく     | パワーアップカード | 30     | 2      | 20 | 3          | 紫属性×1+黄属性×1+All×1 | みわくのキッス     | コスト1で、次の自分のターンまで相手のポケットに出ているカード1枚か1チームを行動不能にする                                                        | ❌         |
| 058            | グランドライダー       | キャラクターカード | 10     | 0      | 20 | 1          | All×1                   | ガマン！           | チームがポケットに出ている間、このチームのブロック+20(パワーアップカードを使った後も永続)                                                        | ❌         |
| 059            | グランドの戦いのおどり | パワーアップカード | 10     | 1      | 20 | 2          | All×2                   | ウンバボウンバ！   | 自分のポケットに出ているカード1枚か1チームのHPを50回復                                                                                           | ⭕️         |
| 060            | グランドの山ごもり     | パワーアップカード | 10     | 1      | 20 | 2          | 緑属性×1+All×1          | ムテキのたて！     | コスト2で、次の自分のターンまで相手チームに攻撃されてもダメージ無効(ただし、スキルによるダメージを除く)                                          | ⭕️         |
| 061            | 立ちはだかるグランド   | パワーアップカード | 20     | 2      | 30 | 3          | 緑属性×1+青属性×1+All×1 | スーパーガマン！   | コスト1で、次の自分のターンまで自分のポケットに出ているカード1枚か1チームにブロック+30                                                           | ❌         |
| 062            | エラスモライダー       | キャラクターカード | 20     | 0      | 10 | 1          | All×1                   | エナジーハント     | 次の自分のターンまで相手プレイヤーの恐竜カードのコスト+1                                                                                         | ⭕️         |
| 063            | 負けずぎらいなエラスモ | パワーアップカード | 20     | 1      | 10 | 2          | All×2                   | かみついちゃえ！   | コスト1で、相手のポケットにいるカード1枚か1チームに30ダメージ                                                                                    | ❌         |
| 064            | エラスモのとおぼえ     | パワーアップカード | 20     | 1      | 20 | 2          | 黄属性×1+All×1          | おたからみっけ！   | コスト1で、山札から好きなカードを1枚手札に追加                                                                                                   | ⭕️         |
| 065            | エラスモでサーフィン   | パワーアップカード | 30     | 2      | 20 | 3          | 黄属性×1+赤属性×1+All×1 | ビッグウェーブ！   | コスト3で、相手のポケットに出ているカード1枚か1チームを捨て札に送る                                                                              | ❌         |
| 066            | 黒マスク               | キャラクターカード | 20     | 0      | 10 | 1          | All×1                   | 弱点ねらい！       | コスト2で、相手プレイヤーに20ダメージ | ❌         |
| 067            | 取引をする黒マスク     | パワーアップカード | 20     | 1      | 10 | 2          | All×2                   | いほう取引！       | チームがポケットに出ている間ひみつ道具カードのコスト-2(0にはならない)                                                                            | ❌         |
| 068            | 余裕の黒マスク         | パワーアップカード | 30     | 2      | 10 | 3          | 赤属性×1+All×2          | とどめの一発！     | コスト3で、相手プレイヤーに40ダメージ | ⭕️         |
| 069            | ドルマンスタイン       | キャラクターカード | 10     | 0      | 10 | 1          | All×1                   | 恐竜狩り！         | 手札を2枚捨て、山札から好きな恐竜カードを1枚選んでポケットに出す                                                                                 | ⭕️         |
| 070            | ドルマンスタインの王国 | パワーアップカード | 10     | 1      | 10 | 2          | All×2                   | 恐竜コレクション   | チームがポケットに出ている間恐竜カードのコスト-2(0にはならない)                                                                                  | ❌         |
| 071            | ドルマンスタインの命令 | パワーアップカード | 20     | 2      | 10 | 3          | 紫属性×1+All×2          | 恐竜コントロール   | コスト2で、次の自分のターンまで自分のポケットに出ている全てのカードとチームにカウンター+30                                                       | ❌         |
| 072            | ルル                   | キャラクターカード | 10     | 0      | 10 | 2          | All×2                   | わたしにまかせて   | コスト1で、攻撃する時に相手のチームを選んで攻撃できる                                                                                            | ❌         |
| 073            | ピー助                 | キャラクターカード | 10     | 0      | 10 | 2          | All×2                   | ピューイ           | コスト2で、自分のポケットに出ている待機中、行動終わり、行動不能のカード2枚か2チームを行動可能にする                                              | ⭕️         |
| 074            | ドラミ                 | キャラクターカード | 10     | 0      | 10 | 2          | All×2                   | 助けにきたよ！     | コスト1で、自分のポケットに出ている全てのカードとチームのHPを40回復                                                                              | ⭕️         |

恐竜カード
中生代の古生物が描かれている。キャラクターカードよりパワー・HPは高い。また、特殊なスキルを持つカードも多い。
赤・青・紫・緑・黄の5属性に分かれており、これらは恐竜カードのスキルやパワーアップカードのスキルに関与してくる。
尚、EVカードは元のカードから進化したという意味、SPカードはライダーの持ち札であると言うことを表す。
また、本作における『〜ザウルス』という名前の恐竜は、本作独自の恐竜であることを意味する(実際には存在しない)
各カードのスキル一覧
| スキル名         | スキル効果 |
| ---------------- | --- |
| カウンター       | カードが攻撃された時、攻撃してきた相手のカードまたはチームに20ダメージ |
| ギガカウンター   | 赤属性のカードが同一チームに2枚以上いる時、チームの減っているHPの分だけカウンター効果がつく(同一チームにギガカウンターを持つカードが2枚あっても1枚分の効果しかない)                       |
| ほのおのちから   | 赤属性のカードが同一チームに2枚以上いる時、このチームのパワー+20 |
| マグマのちから   | 赤属性のカードが同一チームに2枚以上いる時、このチームのパワー+40 |
| ハヤテ           | カードがポケットに出た時、待機中にならない |
| スナイパー       | 青属性のカードが同一チームに2枚以上いる時、コスト1で、攻撃する時に相手のチームを選んで攻撃できる(行動終わり、行動不能のチームは選べない)                                                  |
| エナジーブレイク | 青属性のカードが同一チームに2枚以上いる時、このチームが攻撃すると相手のエナジーを-1(攻撃してもチームが消滅すると効果無し)                                                                 |
| ダブルブレイク   | 青属性のカードが同一チームに2枚以上いる時、このチームが攻撃すると相手のエナジーを-2(攻撃してもチームが消滅すると効果無し)                                                                 |
| エナジープラス   | このカードで攻撃するとエナジー+1(攻撃してもカードが消滅すると効果無し) |
| ふんばるちから   | 紫属性のカードが同一チームに2枚以上いる時、このチームが相手チームの攻撃を防御するとエナジー+2(防御してもチームが消滅すると効果無し)                                                       |
| メガトンリベンジ | 紫属性のカードが同一チームに2枚以上いる時、チームの減っているHPの分だけパワーが増える(同一チームにメガトンリベンジを持つカードが2枚あっても1枚分の効果しかない)                           |
| ブロック         | カードが攻撃された時のダメージを-20 |
| あれくるい       | 緑属性のカードが同一チームに2枚以上いる時、このチームが攻撃しても行動終わりにはならない                                                                                                   |
| かじりつき       | 緑属性のカードが同一チームに2枚以上いる時、このチームが攻撃し、相手のポケットに出ているカードかチームにダメージを与えるとこのチームのHPを10回復(攻撃してもチームが消滅すると効果無し)     |
| まるのみ         | 緑属性のカードが同一チームに2枚以上いる時、このチームが攻撃し、相手のポケットに出ているカードかチームにダメージを与えるとこのチームのHPを20回復(攻撃してもチームが消滅すると効果無し)     |
| キラースナイパー | コスト2で、攻撃する時に相手のチームを選んで攻撃できる |
| たましい食らい   | 黄属性のカードが同一チームに2枚以上いる時、このチームが攻撃し、相手のポケットにいるチームを倒した時、カードが消滅して得られるエナジーを相手から奪う                                       |
| とつげき         | 黄属性のカードが同一チームに2枚以上いる時、このチームが攻撃し、相手のポケットに出ているカードかチームにダメージを与えると相手プレイヤーに10ダメージ(攻撃してもチームが消滅すると効果無し) |
| やつざき         | 黄属性のカードが同一チームに2枚以上いる時、このチームが攻撃し、相手のポケットに出ているカードかチームにダメージを与えると相手プレイヤーに20ダメージ(攻撃してもチームが消滅すると効果無し) |

白亜紀前期のカード
| カードナンバー | カード名               | 属性 | パワー | コスト | HP | スキル           |
| -------------- | ---------------------- | ---- | ------ | ------ | -- | ---------------- |
| 075            | アクロカントサウルス   | 赤   | 20     | 3      | 20 | ほのおのちから   |
| 076            | アマルガサウルス       | 緑   | 20     | 2      | 50 | なし             |
| 077            | イグアノドン           | 黄   | 20     | 3      | 50 | なし             |
| 078            | イリタトル             | 黄   | 40     | 3      | 30 | なし             |
| 079            | オウラノサウルス       | 黄   | 10     | 2      | 50 | なし             |
| 080            | カルカロドントサウルス | 赤   | 20     | 3      | 30 | ギガカウンター   |
| 081            | カルノタウルス         | 赤   | 40     | 3      | 10 | ほのおのちから   |
| 082            | カルノタウルスEV       | 赤   | 40     | 4      | 20 | マグマのちから   |
| 083            | クロノサウルス         | 赤   | 30     | 3      | 20 | カウンター       |
| 084            | サウロベルタ           | 緑   | 10     | 1      | 30 | ブロック         |
| 085            | シネミス・ガメラ       | 赤   | 0      | 1      | 30 | カウンター       |
| 086            | シノベナトル           | 赤   | 20     | 2      | 30 | なし             |
| 087            | スコミムス             | 黄   | 30     | 4      | 30 | とつげき         |
| 088            | ズンガリプテルス       | 青   | 20     | 1      | 20 | なし             |
| 089            | タペヤラ               | 青   | 10     | 1      | 10 | ハヤテ           |
| 090            | デイノニクス           | 紫   | 30     | 1      | 20 | なし             |
| 091            | デイノニクスEV         | 紫   | 30     | 3      | 20 | エナジーブレイク |
| 092            | ネオベナトル           | 赤   | 30     | 2      | 20 | なし             |
| 093            | バリオニクス           | 紫   | 30     | 2      | 10 | エナジープラス   |
| 094            | ミクロラプトル         | 赤   | 20     | 1      | 10 | なし             |
| 095            | ユタラプトル           | 黄   | 20     | 2      | 30 | たましい食らい   |

三畳紀のカード
| カードナンバー | カード名               | 属性 | パワー | コスト | HP | スキル           |
| -------------- | ---------------------- | ---- | ------ | ------ | -- | ---------------- |
| 096            | イカロサウルス         | 青   | 0      | 0      | 10 | ダブルブレイク   |
| 097            | イサノサウルス         | 緑   | 20     | 5      | 60 | あれくるい       |
| 098            | エウディモルフォドン   | 青   | 20     | 2      | 30 | ダブルブレイク   |
| 099            | エウディモルフォドンEV | 青   | 30     | 3      | 40 | ダブルブレイク   |
| 100            | エオラプトル           | 紫   | 40     | 3      | 20 | エナジープラス   |
| 101            | コエロフィシス         | 青   | 10     | 2      | 20 | ハヤテ           |
| 102            | ゴジラサウルス         | 赤   | 40     | 3      | 20 | ほのおのちから   |
| 103            | ゴジラサウルスEV       | 赤   | 30     | 4      | 60 | カウンター       |
| 104            | シャロヴィプテリクス   | 青   | 30     | 2      | 10 | スナイパー       |
| 105            | ショニサウルス         | 黄   | 30     | 3      | 20 | とつげき         |
| 106            | ショニサウルスEV       | 黄   | 30     | 4      | 40 | とつげき         |
| 107            | スクレロモクルス       | 青   | 0      | 1      | 10 | エナジーブレイク |
| 108            | スタゴノレピス         | 緑   | 10     | 1      | 40 | かじりつき       |
| 109            | ディノケファロサウルス | 青   | 30     | 1      | 10 | なし             |
| 110            | テコドントサウルス     | 青   | 10     | 2      | 50 | なし             |
| 111            | デスマトスクス         | 赤   | 30     | 4      | 30 | ギガカウンター   |
| 112            | プラテオサウルス       | 緑   | 20     | 1      | 20 | ブロック         |
| 113            | プロガノケリス         | 緑   | 10     | 1      | 50 | なし             |
| 114            | プロガノケリスEV       | 緑   | 0      | 1      | 60 | まるのみ         |
| 115            | ポストスクス           | 緑   | 20     | 2      | 20 | あれくるい       |
| 116            | ラゴスクス             | 黄   | 10     | 1      | 10 | キラースナイパー |
| 117            | コトサウルス           | 紫   | 20     | 2      | 30 | なし             |
| 118            | ロンギスクアマ         | 青   | 0      | 1      | 10 | スナイパー       |

ジュラ紀のカード
| カードナンバー | カード名             | 属性 | パワー | コスト | HP | スキル           |
| -------------- | -------------------- | ---- | ------ | ------ | -- | ---------------- |
| 119            | アーケオプテリクス   | 青   | 40     | 4      | 10 | スナイパー       |
| 120            | アーケオプテリクスEV | 青   | 0      | 0      | 10 | ダブルブレイク   |
| 121            | アパトサウルス       | 緑   | 50     | 4      | 40 | なし             |
| 122            | アパトサウルスEV     | 緑   | 10     | 5      | 80 | ブロック         |
| 123            | アロサウルス         | 赤   | 30     | 2      | 10 | ほのおのちから   |
| 124            | アロサウルスEV       | 赤   | 50     | 5      | 10 | マグマのちから   |
| 125            | ケラトサウルス       | 赤   | 10     | 1      | 20 | なし             |
| 126            | ケントロサウルス     | 紫   | 10     | 1      | 30 | カウンター       |
| 127            | スーパーサウルス     | 紫   | 20     | 4      | 50 | ブロック         |
| 128            | スクテロサウルス     | 紫   | 20     | 3      | 40 | ふんばるちから   |
| 129            | スケリドサウルス     | 紫   | 10     | 2      | 30 | ふんばるちから   |
| 130            | ステゴサウルス       | 黄   | 30     | 2      | 30 | なし             |
| 131            | ステゴサウルスEV     | 黄   | 40     | 3      | 20 | キラースナイパー |
| 132            | ディロフォサウルス   | 紫   | 30     | 2      | 10 | メガトンリベンジ |
| 133            | ディロフォサウルスSP | 紫   | 40     | 4      | 20 | キラースナイパー |
| 134            | トルヴォサウルス     | 赤   | 40     | 4      | 30 | なし             |
| 135            | フアヤンゴサウルス   | 紫   | 10     | 1      | 30 | エナジーブレイク |
| 136            | フアヤンゴサウルスEV | 紫   | 10     | 2      | 50 | ダブルブレイク   |
| 137            | ブラキオサウルス     | 緑   | 10     | 4      | 60 | まるのみ         |
| 138            | ブラキオサウルスEV   | 緑   | 0      | 4      | 90 | なし             |
| 139            | プレシオサウルス     | 黄   | 40     | 4      | 30 | やつざき         |
| 140            | プレシオサウルスEV   | 黄   | 20     | 2      | 40 | キラースナイパー |
| 141            | ペロネウステス       | 赤   | 40     | 2      | 10 | なし             |
| 142            | モロノフォサウルス   | 紫   | 30     | 3      | 30 | かじりつき       |
| 143            | ユンナノサウルス     | 赤   | 10     | 3      | 50 | カウンター       |
| 144            | ランフォリンクス     | 青   | 30     | 3      | 10 | ハヤテ           |
| 145            | リオプレウロドン     | 紫   | 20     | 3      | 40 | メガトンリベンジ |

白亜紀後期Aのカード
| カードナンバー | カード名             | 属性 | パワー | コスト | HP | スキル           |
| -------------- | -------------------- | ---- | ------ | ------ | -- | ---------------- |
| 146            | アーケロン           | 緑   | 30     | 3      | 40 | かじりつき       |
| 147            | アリオラムス         | 黄   | 20     | 2      | 20 | とつげき         |
| 148            | アルゼンチノサウルス | 緑   | 10     | 4      | 70 | ブロック         |
| 149            | ヴェロキラプトル     | 紫   | 20     | 1      | 10 | ハヤテ           |
| 150            | エドモントニア       | 黄   | 20     | 3      | 40 | やつざき         |
| 151            | オルニトミムス       | 青   | 20     | 2      | 10 | ハヤテ           |
| 152            | ゴルゴサウルス       | 赤   | 30     | 3      | 30 | ギガカウンター   |
| 153            | サイカニア           | 緑   | 30     | 3      | 30 | ブロック         |
| 154            | スティギロモク       | 青   | 20     | 2      | 20 | エナジーブレイク |
| 155            | スティラコサウルス   | 青   | 30     | 3      | 30 | エナジーブレイク |
| 156            | セントロサウルス     | 緑   | 10     | 2      | 40 | ブロック         |
| 157            | ティラノサウルス     | 赤   | 50     | 6      | 20 | マグマのちから   |
| 158            | ティラノサウルスSP   | 赤   | 60     | 5      | 30 | ほのおのちから   |
| 159            | デルタドロメウス     | 黄   | 30     | 3      | 10 | キラースナイパー |
| 160            | トロサウルス         | 緑   | 20     | 1      | 30 | かじりつき       |
| 161            | パラサウロロフス     | 紫   | 20     | 1      | 10 | エナジープラス   |
| 162            | フタバスズキリュウ   | 緑   | 40     | 3      | 30 | まるのみ         |
| 163            | マイアサウラ         | 青   | 10     | 3      | 60 | なし             |
| 164            | ラジャサウルス       | 緑   | 20     | 3      | 30 | あれくるい       |
| 165            | ランベオサウルス     | 緑   | 10     | 3      | 70 | なし             |

白亜紀後期Bのカード
| カードナンバー | カード名               | 属性 | パワー | コスト | HP | スキル           |
| -------------- | ---------------------- | ---- | ------ | ------ | -- | ---------------- |
| 166            | アラモサウルス         | 緑   | 30     | 4      | 60 | なし             |
| 167            | アラモサウルスSP       | 緑   | 20     | 3      | 60 | あれくるい       |
| 168            | アンキロサウルス       | 緑   | 20     | 2      | 30 | まるのみ         |
| 169            | アンキロサウルスEV     | 緑   | 30     | 3      | 40 | あれくるい       |
| 170            | ウネンラギア           | 紫   | 0      | 0      | 20 | エナジープラス   |
| 171            | エラスモサウルス       | 黄   | 40     | 4      | 20 | たましい食らい   |
| 172            | エラスモサウルスEV     | 黄   | 40     | 3      | 20 | とつげき         |
| 173            | エラスモサウルスSP     | 黄   | 50     | 3      | 20 | やつざき         |
| 174            | オヴィラプトル         | 黄   | 10     | 1      | 20 | たましい食らい   |
| 175            | ギガノトサウルス       | 赤   | 40     | 4      | 10 | マグマのちから   |
| 176            | ギガノトサウルスEV     | 赤   | 50     | 6      | 30 | ギガカウンター   |
| 177            | ケツアルコアトルス     | 青   | 40     | 3      | 20 | ダブルブレイク   |
| 178            | ケツアルコアトルスEV   | 青   | 50     | 4      | 10 | ハヤテ           |
| 179            | サルタサウルス         | 緑   | 20     | 2      | 40 | かじりつき       |
| 180            | シャントゥンゴサウルス | 黄   | 30     | 4      | 50 | なし             |
| 181            | スピノサウルス         | 紫   | 30     | 2      | 20 | ほのおのちから   |
| 182            | ダスプレトサウルス     | 赤   | 40     | 5      | 30 | ギガカウンター   |
| 183            | タルボサウルス         | 紫   | 40     | 4      | 30 | メガトンリベンジ |
| 184            | ティタノサウルス       | 紫   | 10     | 3      | 50 | ふんばるちから   |
| 185            | テリジノサウルス       | 紫   | 40     | 3      | 20 | ふんばるちから   |
| 186            | テリジノサウルスEV     | 紫   | 30     | 3      | 30 | たましい食らい   |
| 187            | トリケラトプス         | 黄   | 30     | 3      | 20 | たましい食らい   |
| 188            | トリケラトプスEV       | 黄   | 30     | 3      | 50 | やつざき         |
| 189            | パキケファロサウルス   | 青   | 30     | 3      | 40 | スナイパー       |
| 190            | パキケファロサウルスEV | 青   | 50     | 3      | 10 | スナイパー       |
| 191            | バンビラプトル         | 黄   | 20     | 1      | 10 | やつざき         |
| 192            | プテラノドン           | 青   | 30     | 4      | 30 | ハヤテ           |
| 193            | プテラノドンSP         | 青   | 40     | 3      | 20 | スナイパー       |
| 194            | メガラプトル           | 黄   | 20     | 4      | 30 | キラースナイパー |

特殊な恐竜カード
これらのカードは、上記のさまざまな恐竜カードを掛け合わせて作られた。
| カードナンバー | カード名         | 属性 | パワー | コスト | HP | スキル           |
| -------------- | ---------------- | ---- | ------ | ------ | -- | ---------------- |
| 195            | グレートザウルス | 赤   | 40     | 3      | 20 | あれくるい       |
| 196            | ドルマンザウルス | 紫   | 60     | 6      | 40 | メガトンリベンジ |

ひみつ道具カード
原作にも登場するひみつ道具が描かれたカード。使用すると単体で効果を発揮する。
| カードナンバー | カード名             | コスト | 効果 |
| -------------- | -------------------- | ------ | --- |
| 197            | ビッグライト         | 1      | カードを使用したターンの間、自分のポケットに出ているカード1枚か1チームのパワー+20                         |
| 198            | SLえんとつ           | 2      | カードを使用したターンの間、自分のポケットに出ているカード1枚か1チームのパワー+40                         |
| 199            | ムードもりあげ楽団   | 3      | 自分のポケットに出ている全てのカードとチームのパワー+10(カードがポケットに出ている間は永続)               |
| 200            | スモールライト       | 1      | 次の自分のターンまで、相手のポケットに出ているカード1枚か1チームのパワー-30                               |
| 201            | ガリバートンネル     | 2      | 次の自分のターンまで、相手のポケットに出ているカード1枚か1チームのパワー-60                               |
| 202            | ペタンコアイロン     | 3      | 次の自分のターンまで、相手のポケットに出ているカード1枚か1チームのパワー-100                              |
| 203            | ビョードーばくだん   | 1      | 次の自分のターンまで、自分及び相手のポケットに出ている全てのカードとチームのパワー-50                     |
| 204            | アタールガン         | 1      | 相手のポケットに出ているカード1枚か1チームに20ダメージ                                                    |
| 205            | 空気ほう             | 2      | 相手のポケットに出ているカード1枚か1チームに30ダメージ                                                    |
| 206            | ペンシル・ミサイル   | 2      | 相手のポケットに出ている全てのカードとチームに10ダメージ                                                  |
| 207            | 無敵砲台             | 4      | 相手のポケットに出ている全てのカードとチームに30ダメージ                                                  |
| 208            | ころばし屋           | 2      | 相手プレイヤーに30ダメージ                                                                                |
| 209            | のろいのカメラ       | 1      | 相手プレイヤーに20ダメージ                                                                                |
| 210            | 悪魔のパスポート     | 2      | 相手のポケットに出ている、チームを作ってないカード1枚を捨て札に送る(相手プレイヤーはエナジーをもらえない) |
| 211            | どくさいスイッチ     | 4      | 相手のポケットに出ているカード1枚か1チームを捨て札に送る                                                  |
| 212            | チョーダイハンド     | 1      | 相手プレイヤーからエナジーを2奪う                                                                         |
| 213            | 自動買いとり機       | 0      | 手札を1枚選んで捨て、エナジー+1                                                                           |
| 214            | 税金鳥               | 0      | 相手プレイヤーのエナジー-2                                                                                |
| 215            | ばっ金箱             | 1      | 相手プレイヤーのエナジー-3                                                                                |
| 216            | ひい木               | 1      | カードを使用したターンの間、ひみつ道具カードのコスト-2(0にはならない)                                     |
| 217            | 呼びつけブザー       | 5      | カードを使用したターンの間、恐竜カードのコスト0                                                           |
| 218            | くろうみそ           | 1      | 次の自分のターンまで、相手プレイヤーの恐竜カードのコスト+2                                                |
| 219            | 桃太郎印のきびだんご | 1      | カードを使用したターンの間、恐竜カードのコスト-1(0にはならない)                                           |
| 220            | Yロウ                | 0      | エナジー+1                                                                                                |
| 221            | まあまあ棒           | 2      | 次の自分のターンまで、相手のポケットに出ている全てのカードとチームのパワー-20                             |
| 222            | 時限バカ弾           | 1      | 次の自分のターンまで、相手プレイヤーはひみつ道具封じ                                                      |
| 223            | ひらりマント         | 2      | 次の自分のターンまで、相手チームに攻撃されてもダメージ無効(ただし、スキルによるダメージを除く)            |
| 224            | コンク・フード       | 1      | プレイヤーの体力を40回復                                                                                  |
| 225            | ミニドラえもん       | 3      | プレイヤーの体力を100回復                                                                                 |
| 226            | 人生やりなおし機     | 6      | プレイヤーの体力を全て回復                                                                                |
| 227            | お医者さんカバン     | 1      | 自分のポケットに出ているカード1枚か1チームのHPを30回復                                                    |
| 228            | 元気の出る爆弾       | 2      | 自分のポケットに出ているカード1枚か1チームのHPを60回復                                                    |
| 229            | 万病薬               | 3      | 自分のポケットに出ている全てのカードとチームのHPを30回復                                                  |
| 230            | しかえし伝票         | 2      | 次の自分のターンまで、自分のポケットに出ているカード1枚か1チームにカウンター+50                           |
| 231            | おもちゃの兵隊       | 2      | 自分のポケットに出ているカード1枚か1チームにカウンター+20(カードがポケットに出ている間は永続)             |
| 232            | ハンディキャップ     | 2      | 次の自分のターンまで、相手のポケットに出ているカード1枚か1チームについているカウンター-70                 |
| 233            | ガンじょう           | 1      | 次の自分のターンまで、自分のポケットに出ているカード1枚か1チームにブロック+100                            |
| 234            | デンデンハウス       | 1      | 自分のポケットに出ているカード1枚か1チームにブロック+30(カードがポケットに出ている間は永続)               |
| 235            | くすぐりノミ         | 2      | 次の自分のターンまで、相手のポケットに出ているカード1枚か1チームについているブロック-50                   |
| 236            | ショックガン         | 2      | 次の自分のターンまで、相手のポケットに出ているカード1枚か1チームを行動不能にする                          |
| 237            | ゴルゴンの首         | 4      | 次の自分のターンまで、相手のポケットに出ているカード2枚か2チームを行動不能にする                          |
| 238            | ハッスルネジ巻き     | 1      | 自分のポケットに出ている待機中、行動終わり、行動不能のカード1枚か1チームを行動可能にする                  |
| 239            | わすれろ草           | 2      | 自分と相手のポケットに出ているカードとチームを全て手札に戻す                                              |
| 240            | カムカムキャット     | 1      | 山札から好きなキャラクターカードかパワーアップカードを1枚手札に追加                                       |
| 241            | とりよせバッグ       | 2      | 山札から好きなカードを1枚手札に追加                                                                       |
| 242            | タイムトリモチ       | 3      | 山札から好きな恐竜カードを1枚選んでポケットに出す                                                         |
| 243            | タイムふろしき       | 2      | 捨て札から好きなカードを1枚手札に戻す                                                                     |
| 244            | かたづけラッカー     | 1      | 自分のポケットに出ているカード1枚か1チームを手札に戻す                                                    |
| 245            | バショー扇           | 2      | 相手のポケットに出ているカード1枚か1チームを手札に戻す                                                    |
| 246            | エスパーぼうし       | 1      | 相手の手札を勝手に1枚捨てる                                                                               |

## コミック版
2006年4月25日、本作のコミカライズと攻略本を兼ねた『ドラえもん のび太の恐竜2006DS オリジナルコミック』が小学館のてんとう虫コミックススペシャルから刊行された。シナリオはセガ、漫画の作画は岡田康則が担当。
原作や映画版同様に冒頭でドラえもんのタイムマシンが壊れてしまい、各時代の恐竜ハンターを倒して仲間を助けてタイムマシンを奪い、次の時代へと移動するということをくり返すことで進んでいく。
映画版同様に、恐竜の描写が新研究に基づくリファインがなされているが、子供のティラノサウルスに羽毛があるなど、DSコミック版ではより顕著になっている。さらにレプリカードによって、時代や生息地の異なる恐竜・古生物でもレプリカとして出すことができるようになっている。
映画版ではスピノサウルスがドルマンスタインの最終兵器として登場しドラえもん側のティラノサウルスと対決したが、コミック版ではスコミムスが味方レプリカとして敵のティラノサウルスレプリカと戦うというシーンがあり、状況が逆転している。※コミック版ではスコミムスの名前でスピノサウルスが出ている。
レプリガン、レプリカード
被写体を撮影すると、複製を作ってカードに保存することができる。24世紀の道具。ルルとハンター達の両方が使用する。
本作では、この道具を用いて、レプリカ恐竜で戦う。